# La Hinojosa
La Hinojosa är en ort i Spanien.   Den ligger i provinsen Provincia de Cuenca och regionen Kastilien-La Mancha, i den centrala delen av landet, 130 km sydost om huvudstaden Madrid. La Hinojosa ligger 942 meter över havet och antalet invånare är 285.
Terrängen runt La Hinojosa är huvudsakligen platt. La Hinojosa ligger uppe på en höjd. Runt La Hinojosa är det mycket glesbefolkat, med 2 invånare per kvadratkilometer. Närmaste större samhälle är San Lorenzo de la Parrilla, 14,4 km norr om La Hinojosa. Trakten runt La Hinojosa består till största delen av jordbruksmark.